# 새로운 남부
새로운 남부(New South)는 남북 전쟁 이후의 미국 남부를 일컫는 표현으로 미국 전체에 더 통합되고 기존의 경제와 전통, 노예제 기반 플랜테이션 시스템을 거부하며 사회적, 사상적 근대화를 요구하기 위해 사용됐다. 해당 용어는 언론인 헨리 W. 그래디가 1874년에 고안한 표현이고 짐크로법과 참정권 박탈을 통한 백인 우월적 사회를 유지하면서도 남부를 근대화하려는 것을 추구하기 위함이었다.
20세기 중반 이후 민권 운동이 인종 분리와 백인 우월주의에 도전함에 따라 새로운 남부라는 표현의 뜻은 변했다. 짐크로법 폐기, 경제적 다양화, 도시화 촉진이 더욱 집중적이고 경제적으로 경쟁력 있는 남부 지역을 이끌어냈다. 해당 시기에는 흑인의 정치력 성장, 애틀랜타, 샬럿, 내슈빌, 휴스턴 같은 도시들의 성장, 농업 이외 산업의 성장이 일어났다.